# Kerbors
Kerbors [kɛʁbɔʁs] est une commune française située dans le département des Côtes-d'Armor, dans la région Bretagne.

## Géographie

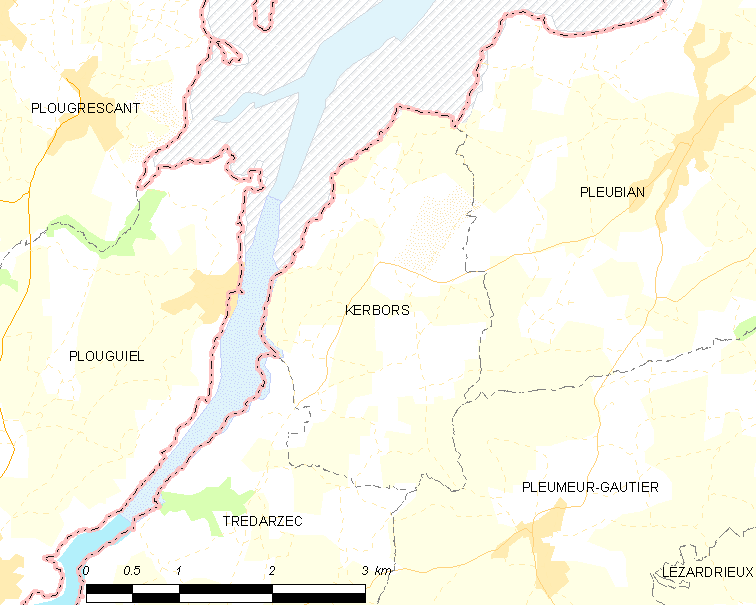

La commune est située dans le nord des Côtes-d'Armor, sur la presqu'île sauvage de Lézardrieux, entre Paimpol et Tréguier. Elle est située sur la rive est de l'estuaire du Jaudy.

### Communes limitrophes
La commune de Kerbors est limitrophe de 3 communes.
| Le Jaudy           | Le Jaudy  | Pleubian         |
| Le Jaudy Plouguiel | Kerbors   | Pleubian         |
| Trédarzec          | Trédarzec | Pleumeur-Gautier |

### Hydrographie
Pour un article plus général, voir Réseau hydrographique des Côtes-d'Armor.
La commune est située dans le bassin Loire-Bretagne. Elle n'est drainée par aucun cours d'eau,.

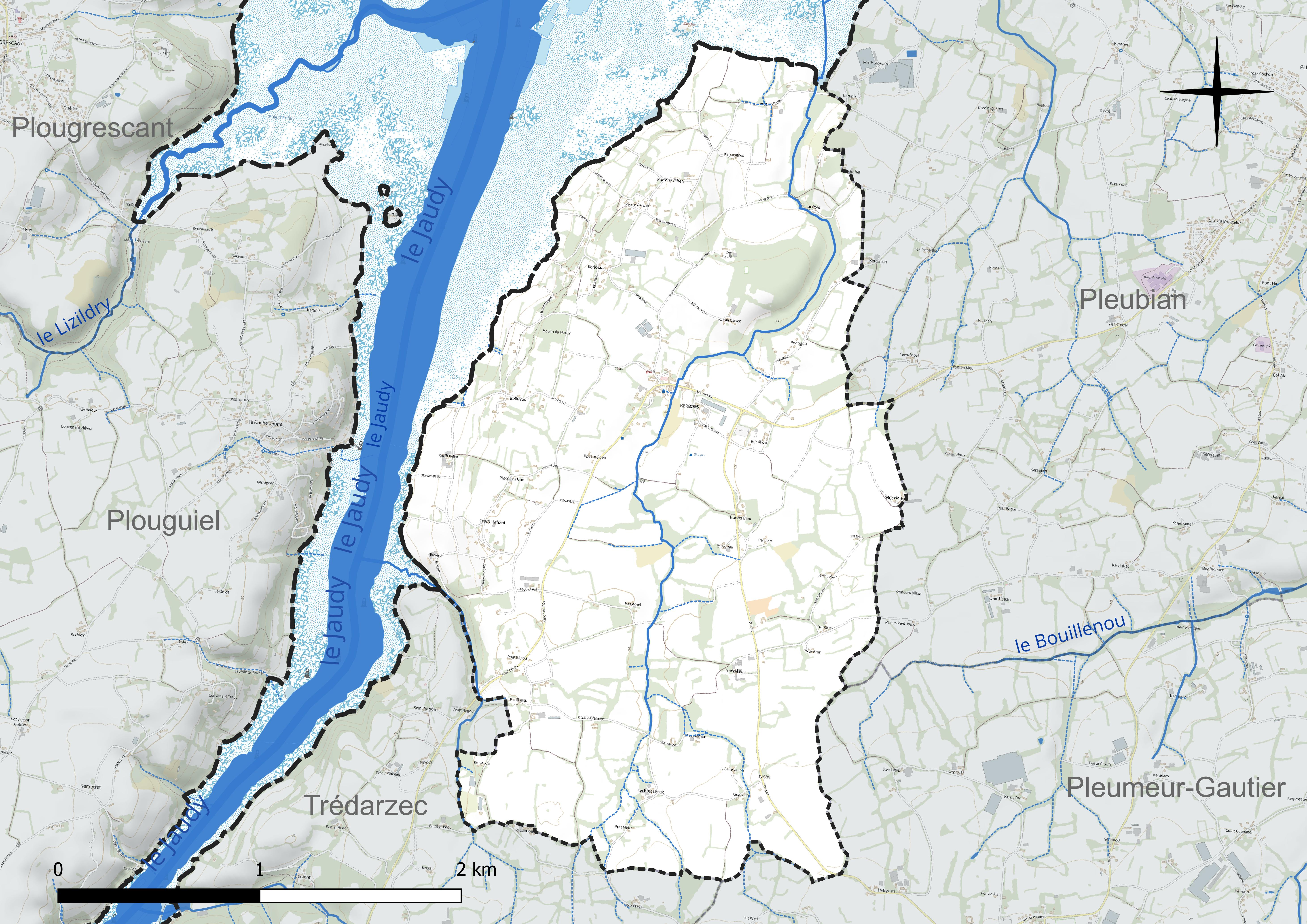
Réseau hydrographique de Kerbors.

### Climat
Pour des articles plus généraux, voir Climat de la Bretagne et Climat des Côtes-d'Armor.
En 2010, le climat de la commune est de type climat océanique franc, selon une étude du CNRS s'appuyant sur une série de données couvrant la période 1971-2000. En 2020, Météo-France publie une typologie des climats de la France métropolitaine dans laquelle la commune est exposée à un climat océanique et est dans la région climatique  Finistère nord, caractérisée par une pluviométrie élevée, des températures douces en hiver (6 °C), fraîches en été et des vents forts. Parallèlement l'observatoire de l'environnement en Bretagne publie en 2020 un zonage climatique de la région Bretagne, s'appuyant sur des données de Météo-France de 2009. La commune est, selon ce zonage, dans la zone « Littoral », exposée à un climat venté, avec des étés frais mais doux en hiver et des pluies moyennes.
Pour la période 1971-2000, la température annuelle moyenne est de 11,3 °C, avec  une amplitude thermique annuelle de 9,8 °C. Le cumul annuel moyen de précipitations est de 766 mm, avec 13,3 jours de précipitations en janvier et 6,8 jours en juillet. Pour la période 1991-2020, la température moyenne annuelle observée sur la station météorologique la plus proche, située sur la commune de La Roche-Jaudy à 11 km à vol d'oiseau, est de 11,8 °C et le cumul annuel moyen de précipitations est de 887,1 mm,. Pour l'avenir, les paramètres climatiques de la commune estimés pour 2050 selon différents scénarios d’émission de gaz à effet de serre sont consultables sur un site dédié publié par Météo-France en novembre 2022.

## Urbanisme

### Typologie
Au 1er janvier 2024, Kerbors est catégorisée commune rurale à habitat dispersé, selon la nouvelle grille communale de densité à 7 niveaux définie par l'Insee en 2022.
Elle appartient à l'unité urbaine de Paimpol, une agglomération intra-départementale dont elle est une commune de la banlieue,. La commune est en outre hors attraction des villes,.
La commune, bordée par la Manche, est également une commune littorale au sens de la loi du 3 janvier 1986, dite loi littoral. Des dispositions spécifiques d’urbanisme s’y appliquent dès lors afin de préserver les espaces naturels, les sites, les paysages et l’équilibre écologique du littoral, tel le principe d'inconstructibilité, en dehors des espaces urbanisés, sur la bande littorale des 100 mètres, ou plus si le plan local d’urbanisme le prévoit.

### Occupation des sols
L'occupation des sols de la commune, telle qu'elle ressort de la base de données européenne d’occupation biophysique des sols Corine Land Cover (CLC), est marquée par l'importance des territoires agricoles (99,6 % en 2018), une proportion identique à celle de 1990 (99,6 %). La répartition détaillée en 2018 est la suivante : 
terres arables (52,3 %), zones agricoles hétérogènes (47,3 %), zones humides côtières (0,4 %). L'évolution de l’occupation des sols de la commune et de ses infrastructures peut être observée sur les différentes représentations cartographiques du territoire : la carte de Cassini (XVIIIe siècle), la carte d'état-major (1820-1866) et les cartes ou photos aériennes de l'IGN pour la période actuelle (1950 à aujourd'hui).

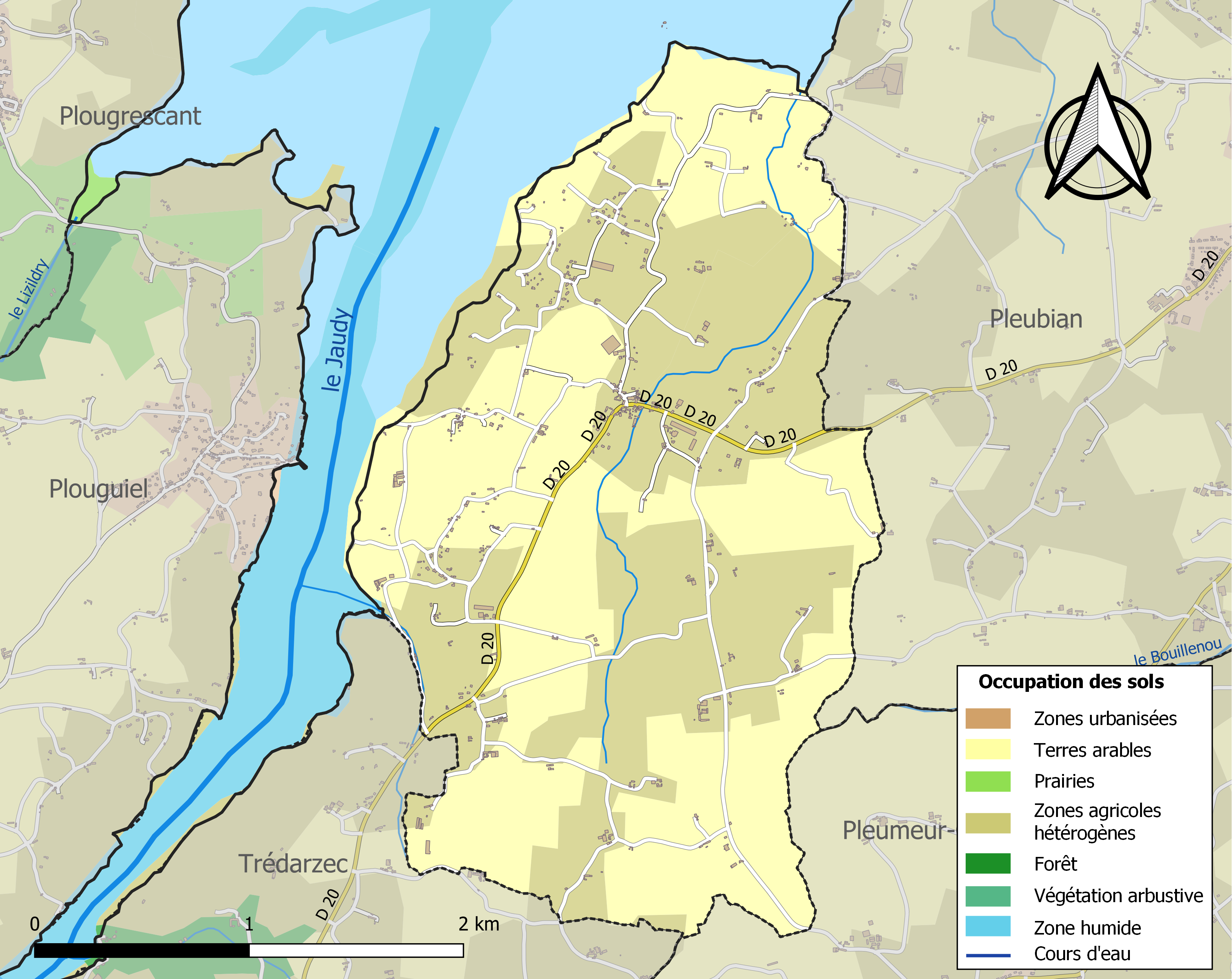
Carte des infrastructures et de l'occupation des sols de la commune en 2018 (CLC).

## Toponymie
Le nom de la localité est attesté sous les formes ecclesia Mariae de Kerportz en 1546 et Kerpors en 1778.
Kerbors vient du breton Ker (village) et de Porz (cour), « le village de la cour ».

## Histoire

### L'Époque moderne
La commune, réunie à la commune de Pleubian le 21 mars 1791, en est détachée par loi du 17 mai 1856.

### Le XXe siècle

#### Les guerres du XXe siècle
Le monument aux Morts porte les noms de 37 soldats morts pour la Patrie :
- 30 sont morts durant la Première Guerre mondiale.
- 6 sont morts durant la Seconde Guerre mondiale.
- 1 est mort durant la Guerre d'Indochine

En 1943, deux avions B17, touchés par la DCA allemande, s’écrasent autour de Pleubian. Le Yardbird s’écrase le 29 mai à Pleubian tandis que le Stinky weather tombe à Kerbors le 31 décembre.
Mécanicien à Kerbors, Paul Bourdoullous reçut comme mission, le 27 mars 1944, de s'emparer de l'argent de la Trésorerie de Tréguier pour le compte des FTP locaux. Les gendarmes ayant été alertés par le contrôleur de la Trésorerie, Paul Bourdoullous fut arrêté en même temps que son camarade de mission Maurice Le Luc.
Il fut jugé le 6 juin 1944 et exécuté dans la nuit qui suivit dans la maison d'arrêt d'Angers.

## Politique et administration

### Rattachements administratifs et électoraux
Rattachements administratifs
La commune se trouve dans l'arrondissement de Lannion du département des Côtes-d'Armor.
Elle faisait partie du canton de Lézardrieux. Dans le cadre du redécoupage cantonal de 2014 en France, cette circonscription administrative territoriale a disparu, et le canton n'est plus qu'une circonscription électorale.
Rattachements électoraux
Pour les élections départementales, la commune fait partie depuis 2014 du canton de Tréguier.
Pour l'élection des députés, elle fait partie de la cinquième circonscription des Côtes-d'Armor.

### Intercommunalité
Kerbors était membre de la communauté de communes de la Presqu'île de Lézardrieux, un établissement public de coopération intercommunale (EPCI) à fiscalité propre créé en 2001 et auquel la commune avait transféré un certain nombre de ses compétences, dans les conditions déterminées par le code général des collectivités territoriales.
Dans le cadre des prescriptions de la loi portant nouvelle organisation territoriale de la République (Loi NOTRe), promulguée le 7 août 2015, qui prévoit que les établissements publics de coopération intercommunale (EPCI) à fiscalité propre doivent avoir un minimum de 15 000 habitants, cette intercommunalité a fusionné avec ses voisines pour former, le 1er janvier 2017, la communauté d'agglomération dénommée Lannion-Trégor Communauté, dont Kerbors est désormais membre.

### Tendances politiques et résultats
Emmanuel Macron est arrivé en tête aux deux tours de l'élection présidentielle française de 2017.
Aux élections européennes de 2019, les électeurs ont majoritairement voté pour la liste soutenue par le Rassemblement national.

### Liste des maires
| Période                                  | Période               | Identité                   | Étiquette | Qualité                                                                       |
| ---------------------------------------- | --------------------- | -------------------------- | --------- | ----------------------------------------------------------------------------- |
| Les données manquantes sont à compléter. |                       |                            |           |                                                                               |
|                                          |                       | Guillaume Durichon         |           |                                                                               |
| mai 1925                                 | mai 1929              | M. Le Boustouller          |           |                                                                               |
| mai 1929                                 | décembre 1940         | Pierre Célestin Jacob      | Rad.ind.  | Cultivateur Conseiller d'arrondissement (1934 → 1940)                         |
| Les données manquantes sont à compléter. |                       |                            |           |                                                                               |
| ca. 1956                                 |                       | Benjamin Trébéden          |           |                                                                               |
| mars 1971                                | août 1985 (démission) | Yves Jacob                 |           |                                                                               |
| août 1985                                | mars 2008             | Gabriel Mazeau (1937-2008) |           | Agriculteur, maire honoraire Chevalier du Mérite agricole (2002)              |
| mars 2008                                | mai 2020              | Jean-François Le Bescond   | DVG       | Cadre du BTP retraité Vice-président de la CC de la Presqu'île de Lézardrieux |
| mai 2020                                 | En cours              | Gildas Le Béver,           | SE        | Ingénieur des travaux publics                                                 |

## Population et société

### Démographie
| 1861  | 1866  | 1872  | 1876  | 1881 | 1886 | 1891 | 1896 | 1901 |
| ----- | ----- | ----- | ----- | ---- | ---- | ---- | ---- | ---- |
| 1 035 | 1 026 | 1 004 | 1 044 | 976  | 926  | 912  | 924  | 941  |

| 1906 | 1911 | 1921 | 1926 | 1931 | 1936 | 1946 | 1954 | 1962 |
| ---- | ---- | ---- | ---- | ---- | ---- | ---- | ---- | ---- |
| 923  | 745  | 678  | 668  | 599  | 517  | 551  | 522  | 483  |

| 1968 | 1975 | 1982 | 1990 | 1999 | 2004 | 2006 | 2009 | 2014 |
| ---- | ---- | ---- | ---- | ---- | ---- | ---- | ---- | ---- |
| 427  | 368  | 318  | 321  | 329  | 346  | 355  | 312  | 317  |

| 2019 | 2022 | - | - | - | - | - | - | - |
| ---- | ---- | - | - | - | - | - | - | - |
| 289  | 286  | - | - | - | - | - | - | - |

### Enseignement
La commune est située dans l'académie de Rennes. Il n'y a pas d'établissement scolaire sur son territoire.

## Culture locale et patrimoine

### Lieux et monuments

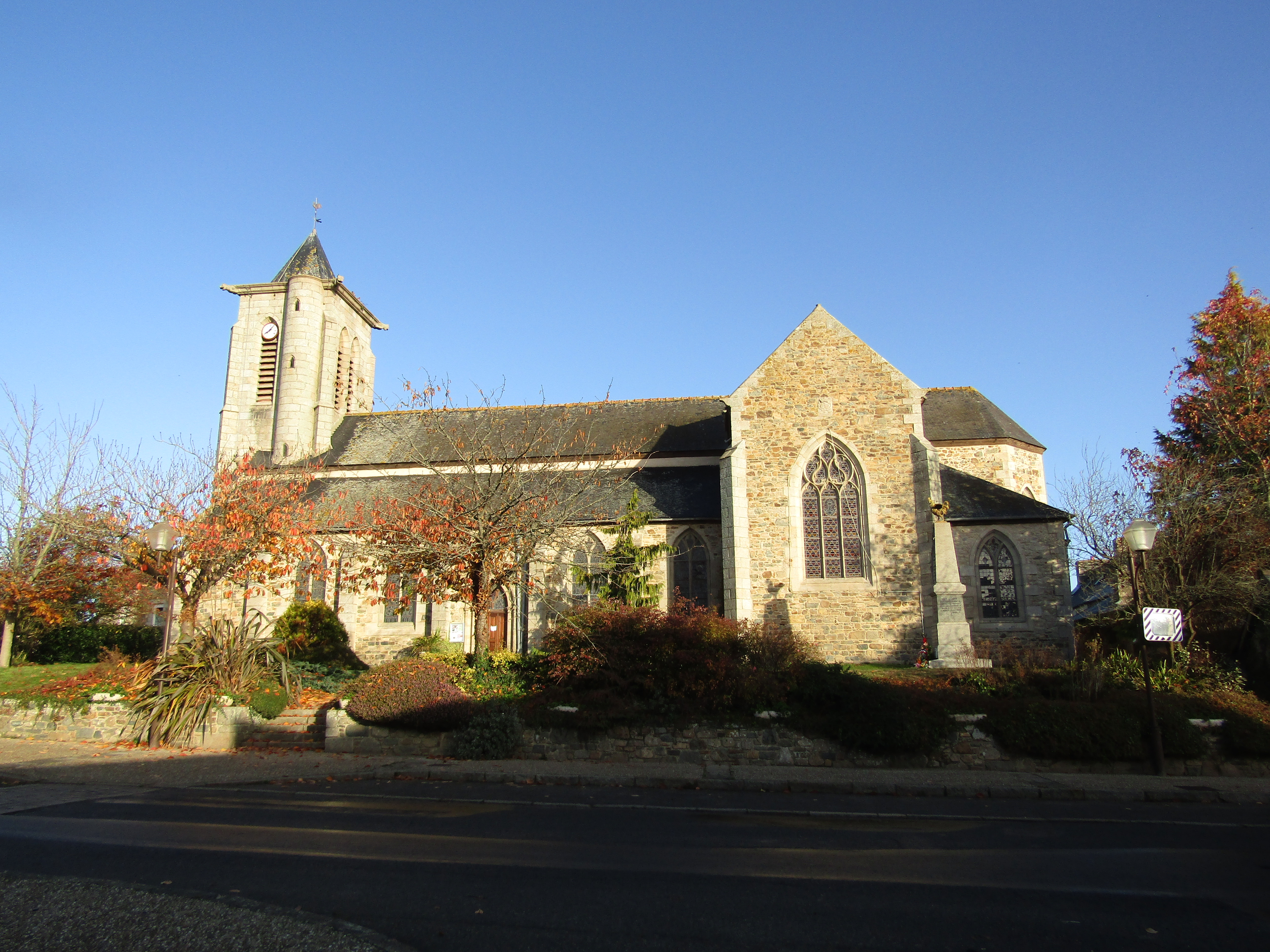
L'église Notre-Dame-des-Neiges.

- L'allée couverte de Men-ar-Rumpet, classée au titre des monuments historiques depuis 1957 ;
- Le manoir de Kerhos, inscrit au titre des monuments historiques depuis 1983 ; en 2023 il obtient 285 000 euros pour sa restauration de la part de la Mission patrimoine.
- Le manoir de Troezel Vraz ;
- Le manoir de Troezel Bian ;
- Le manoir de Mez Huel ;
- Le moulin de Merdy ;
- L'église Notre-Dame-des-Neiges et son gisant.